# キンタイア

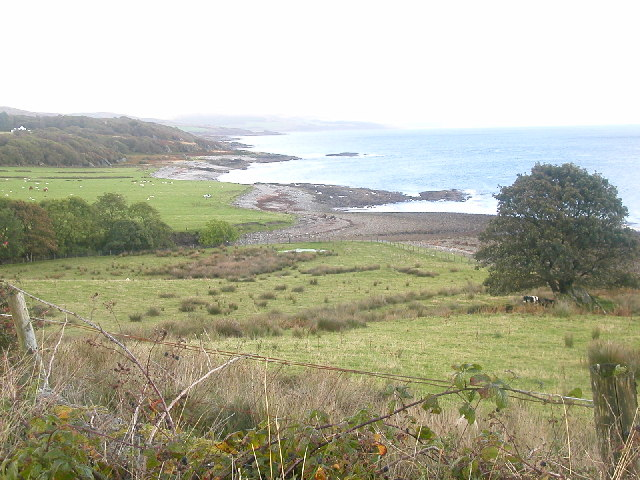
キンタイアの海岸線

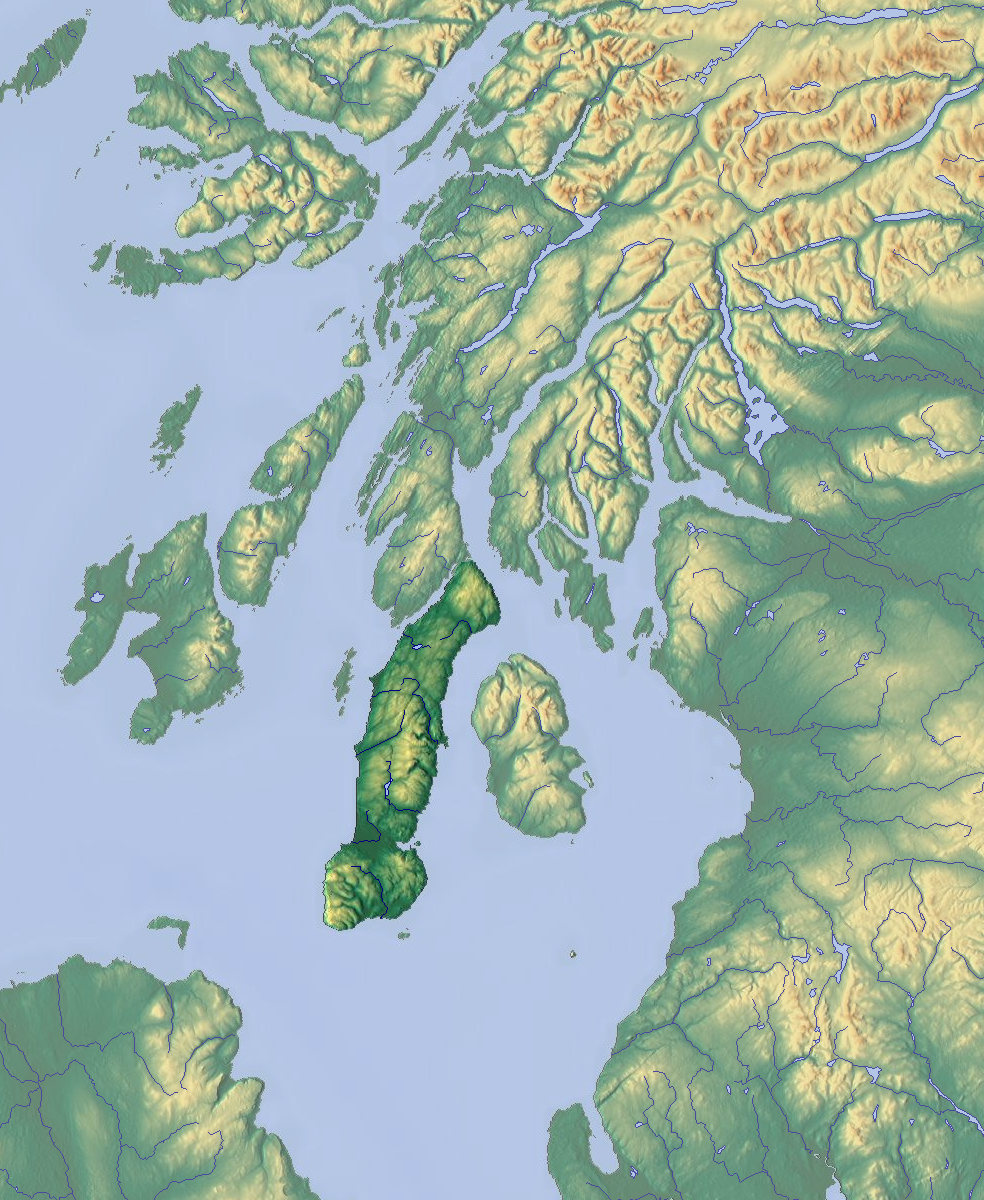
キンタイアの位置

キンタイア（英語:Kintyre、スコットランド・ゲール語:Cinn Tìre）は、スコットランド西部にある半島。アーガイル・アンド・ビュートの南西部にある。南のマル・オブ・キンタイアから北の東ロッホ・ターバートと西ロッホ・ターバートまで地域は30マイル（48km）の長さにわたっている。半島部のすぐ北はナップデールの名で知られる。
キンタイアは南北に細長く、東西は11マイル（18km）以上の地点はないほど狭い。キンタイアの東側はキルブラナン水路があり、沿岸に丘陵地帯が続く。半島中央の背骨にあたる部分は、丘がちなムーアである。海岸地帯は後背地だが、肥沃で豊かである。半島内陸部のロッホ群はマガンの生息地として、1998年にラムサール条約登録地となった。
キンタイアは長い間、アルスターからスコットランド西部へ移った初期スコットランド人、ヴァイキング、2000年期の始まるちょうど前に征服し入植したノース人といった、入植者たちの大事な地方であった。
キンタイアの中心となる自治体は、18世紀半ばからロイヤル・バラとなっているキャンベルタウンである。地域経済は長い間漁業と農業に依存してきた。一方、キャンベルタウンは世界最高級のシングル・モルト・ウィスキーのいくつかの生産地として定評がある。

## 交通
- 長距離バス - グラスゴーから2社の路線あり
- バス - キンタイアを巡回するバスは1社のみ
- 航空 - グラスゴー国際空港からキャンベルタウン空港（英語版）の区間
- フェリー - カレドニアン・マクブレイン社の路線がアラン島、アイラ島などの間を周航している。